# Histriasaurus
Histriasaurus là một chi khủng long, được Dalla Vecchia mô tả khoa học năm 1998.